# Amtsgericht Heidelberg

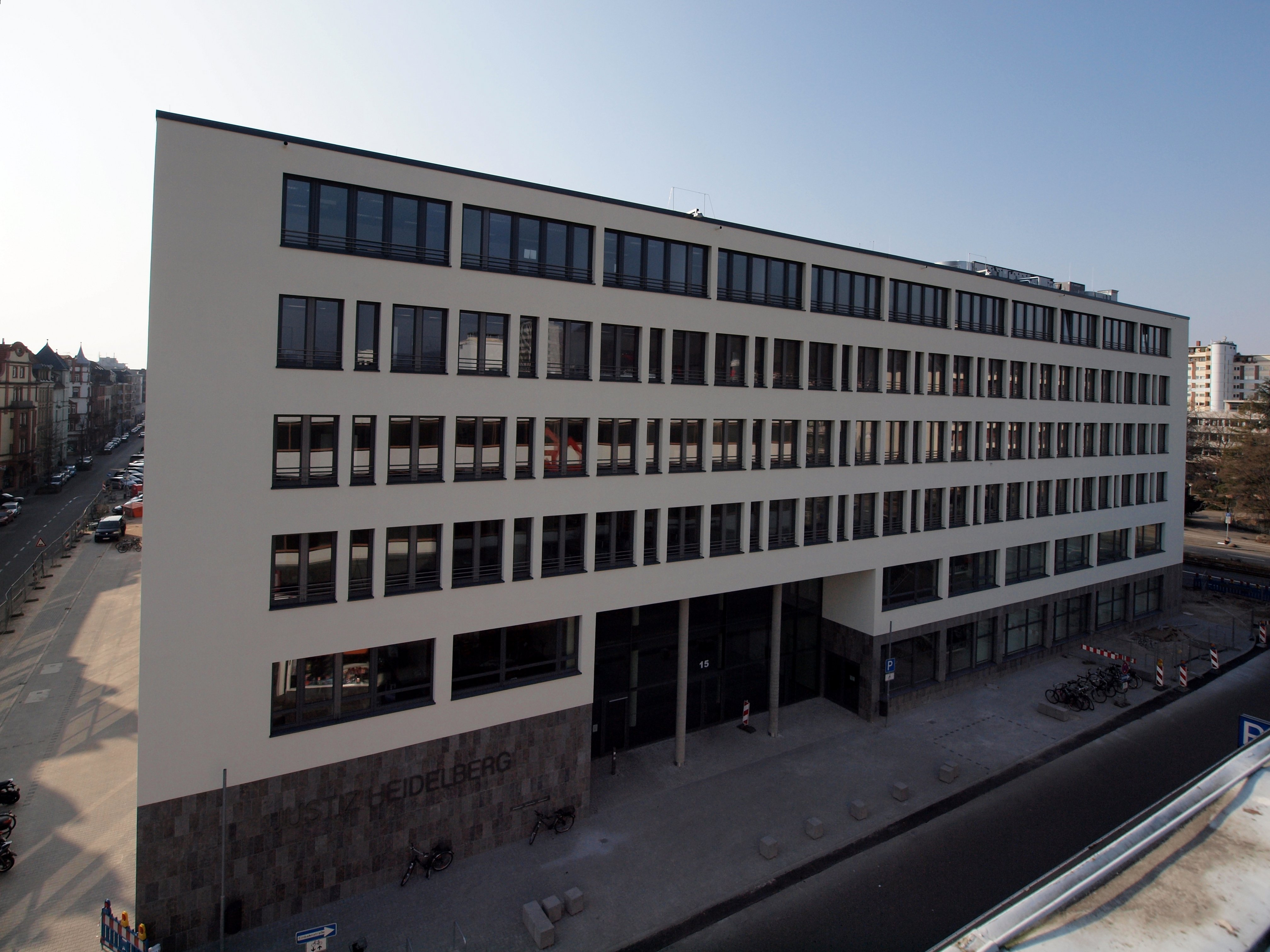
Neues Justizzentrum Kurfürstenanlage

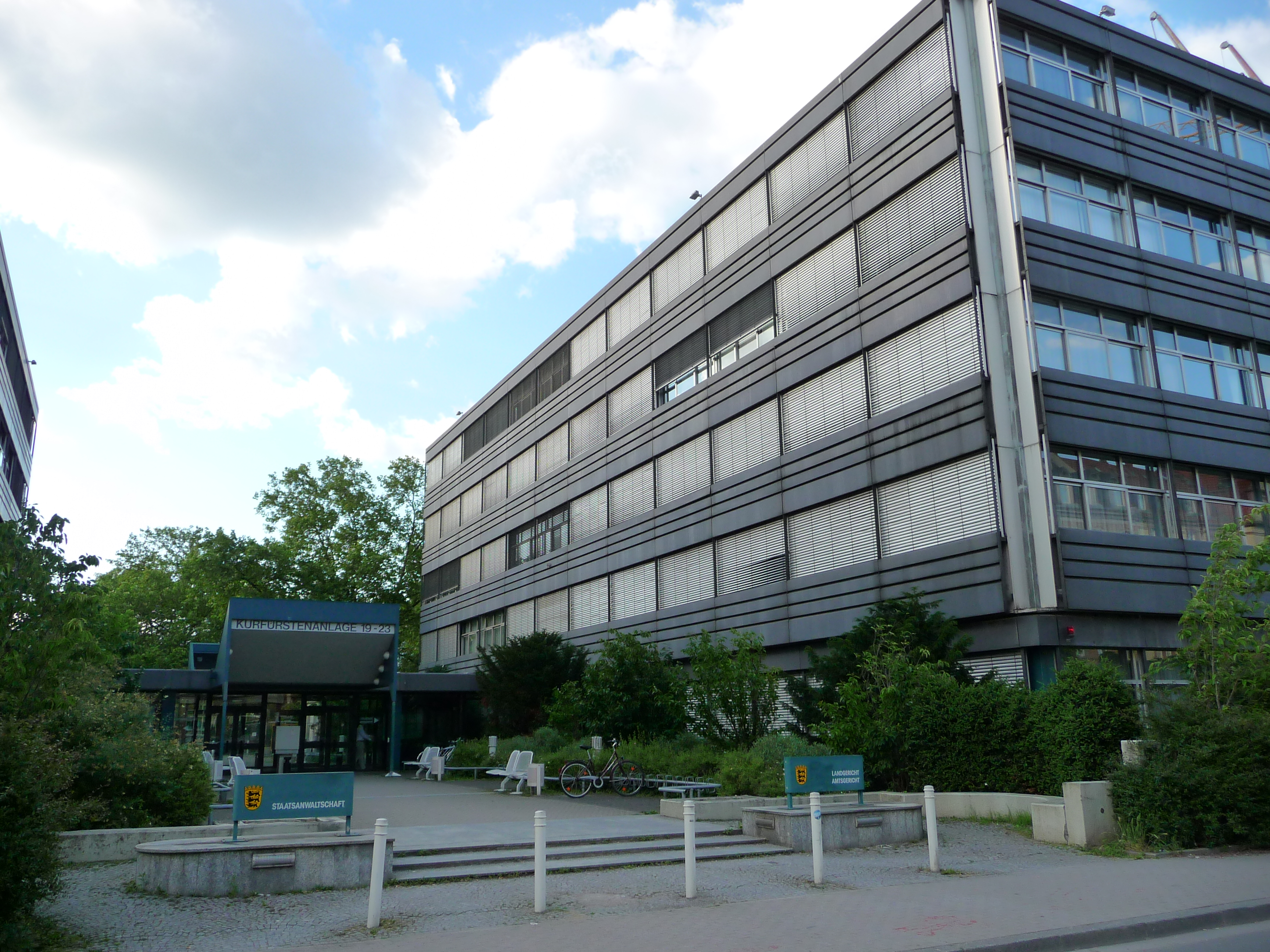
Ehemaliges Justizgebäude Kurfürstenanlage

Das Amtsgericht Heidelberg, ein Gericht der ordentlichen Gerichtsbarkeit, ist das größte der drei Amtsgerichte (AG) im Bezirk des Landgerichts Heidelberg.

## Gerichtssitz und -bezirk
Sitz des Gerichts ist die Großstadt Heidelberg in der Metropolregion Rhein-Neckar. Der Gerichtsbezirk umfasst neben dem Stadtkreis Heidelberg das Gebiet der Gemeinden Bammental, Dossenheim, Eberbach, Edingen-Neckarhausen, Eppelheim, Gaiberg, Heddesbach, Heiligkreuzsteinach, Ilvesheim, Leimen, Neckargemünd, Nußloch, Sandhausen, Schönau, Schönbrunn, Wiesenbach und Wilhelmsfeld mit insgesamt rund 295.000 Einwohnern.
Das AG Heidelberg ist ferner zuständig für die Insolvenz-, Zwangsversteigerungs- und Zwangsverwaltungsverfahren, die Verfahren nach dem Transsexuellengesetz sowie die Personenstands- und Landwirtschaftssachen aus den Amtsgerichtsbezirken Sinsheim und Wiesloch. Das Handelsregister wird beim Amtsgericht Mannheim als Registergericht geführt. Mahnverfahren bearbeitet das Amtsgericht Stuttgart als Zentrales Mahngericht.

## Gebäude
Von 1968 bis 2011 war das Amtsgericht ebenso wie das Landgericht und die Staatsanwaltschaft Heidelberg in inzwischen abgebrochenen Verwaltungsgebäuden in der Kurfürsten-Anlage untergebracht. Im Jahre 2011 wurde das neue Justizzentrum Kurfürsten-Anlage 15 bezogen.

## Geschichte
Das Bezirksamt Heidelberg hatte seit seiner Gründung sowohl die Funktion einer Verwaltungsbehörde als auch die eines Gerichtes erster Instanz. 1857 wurden Verwaltung und Rechtspflege unterer Instanz voneinander getrennt. Die Bezirksämter wurden reine Verwaltungseinheiten, die Rechtsprechung wurde von Amtsgerichten übernommen. Übergeordnetes Gericht war zunächst das Hofgericht Mannheim und ab 1864 das Kreisgericht Heidelberg. Das Amtsgericht Heidelberg war zunächst eines von 19 Amtsgerichten des badischen Unterrheinkreises. Es war in der großherzoglichen Zeit 1858 besetzt mit zwei Amtsrichtern, einem Registrator, drei Aktuar, einem Gerichtsdiener, einem Gefangenenwärter und drei Gerichtsvollziehern. Der Gerichtssprengel umfasste 22 Gemeinden. Im Jahre 1872 wurde das Amtsgericht Neckargemünd aufgehoben und sein Sprengel dem des Amtsgerichtes Heidelberg zugeschlagen.

## Übergeordnete Gerichte
Dem Amtsgericht Heidelberg unmittelbar übergeordnet ist das Landgericht Heidelberg. Zuständiges Oberlandesgericht ist das Oberlandesgericht Karlsruhe.